# Тайхман, Аксель
Аксель Тайхман (нем. Axel Teichmann; род. 14 июля 1979, Эберсдорф, Гера, ГДР) — немецкий лыжник, двукратный серебряный призёр Олимпийских игр 2010 года в командном спринте и классическом марафоне, двукратный чемпион мира.
Занимается лыжным спортом с 10 лет. С 1994 года учился в Спортивном университете в Оберхофе. С 19 лет участвует во взрослых международных соревнованиях.
В сезоне 2004/2005 Тайхман стал победителем общего зачёта Кубка мира. Сезон 2005/2006 он пропустил из-за болезни и поэтому не смог попасть в сборную страны на Олимпиаду-2006 и выпал из состава сборной на следующий сезон. В 2006 году он перенёс операцию на ноге. 19 раз побеждал на этапах Кубка мира — 12 в личных соревнованиях и 7 в командных.
На Олимпиаде-2010 в Ванкувере Тайхман вместе с Тимом Чарнке стал серебряным призёром в командном спринте.
Помимо немецкого языка, Тайхман владеет английским и французским. Как и многие другие немецкие спортсмены зимних видов спорта, числится военнослужащим, но при этом фактически имеет возможность полноценно тренироваться.

## Достижения
- Двукратный чемпион мира среди юниоров в 1999 году — в гонке на 10 км и эстафете
- Чемпион мира 2003 в гонке на 15 км, серебряный призёр в эстафете
- Двукратный серебряный призёр чемпионата мира 2005 в командном спринте и эстафете
- Обладатель Кубка мира 2005
- Чемпион мира 2007 в гонке на 30 км (15+15)
- Двукратный серебряный призёр чемпионата мира 2009 в командном спринте и эстафете
- Серебряный призёр Олимпиады-2010 в командном спринте
- Серебряный призёр Олимпиады-2010 в гонке на 50км